# 東京都の都道一覧
東京都の都道一覧（とうきょうとのとどういちらん）は、日本の東京都を通る都道府県道の一覧である。

## 主要地方道 (1 - 68)
- 1（欠番）（東京都道1号東京大師横浜線：1994年、整理番号6に変更）
- 2 東京都道・神奈川県道2号東京丸子横浜線
- 3 東京都道・神奈川県道3号世田谷町田線
- 4 東京都道・埼玉県道4号東京所沢線
- 5 東京都道5号新宿青梅線
- 6 東京都道・神奈川県道6号東京大師横浜線（1982年以前は東京都道6号甲府青梅線（現国道411号）の番号だった）
- 7 東京都道7号杉並あきる野線
- 8 東京都道8号千代田練馬田無線
- 9 神奈川県道・東京都道9号川崎府中線（1994年以前は東京都道9号四つ木市川線（整理番号60へ変更）の番号だった）
- 10 東京都道・千葉県道10号東京浦安線
- 11 東京都道11号大田調布線
- 12 東京都道12号調布田無線
- 13（欠番）（東京都道13号川崎府中線：1994年、整理番号9に変更）
- 14 東京都道14号新宿国立線（東京都道14号新宿府中線：廃止。新規認定の新宿国立線へ）
- 15 東京都道15号府中清瀬線
- 16 東京都道・埼玉県道16号立川所沢線
- 17 埼玉県道・東京都道17号所沢府中線
- 18 東京都道18号府中町田線
- 19 東京都道・神奈川県道19号町田調布線
- 20 東京都道20号・神奈川県道525号府中相模原線
- 21（欠番）（東京都道21号八王子町田線：1982年4月1日整理番号47に変更[1]）
- 22（欠番）（東京都道22号藤沢町田線→目黒町町田線：1994年、整理番号56に変更）
- 23（欠番）（東京都道23号町田厚木線：1994年、整理番号51に変更）
- 24 東京都道・埼玉県道24号練馬所沢線
- 25 東京都道・埼玉県道25号飯田橋石神井新座線
- 26（欠番）（東京都道26号練馬川口線：1994年、整理番号68に変更）
- 27（欠番）（東京都道27号松戸草加線：1994年、整理番号54に変更）
- 28 東京都道・埼玉県道28号青梅飯能線
- 29 東京都道29号立川青梅線
- 30（欠番）（東京都道30号八王子青梅線：1983年3月31日廃止[2]。国道411号[3]・東京都道46号八王子秋川線[4]に指定及び認定）
- 31 東京都道31号青梅あきる野線
- 32 東京都道32号八王子五日市線
- 33 山梨県道・東京都道33号上野原あきる野線
- 34（欠番）（東京都道34号大月奥多摩線：廃止、1993年に国道139号に指定）
- 35（欠番）（東京都道35号葛飾吉川松伏線：1994年に整理番号67に変更）
- 36 東京都道・埼玉県道36号保谷志木線
- 37（欠番）（東京都道37号所沢武蔵村山立川線：1994年に整理番号55に変更）
- 38（欠番）（東京都道38号青梅入間線：1994年に整理番号63に変更）
- 39（欠番）（東京都道39号青梅秩父線：1994年に整理番号53に変更）
- 40 埼玉県道・東京都道40号さいたま東村山線
- 41 東京都道41号稲城日野線
- 42（欠番）（東京都道42号相模原町田線：1994年に整理番号52に変更）
- 43 東京都道43号立川東大和線
- 44 東京都道44号瑞穂富岡線
- 45 東京都道45号奥多摩青梅線
- 46 東京都道46号八王子あきる野線
- 47 東京都道47号八王子町田線
- 48 東京都道・神奈川県道48号鍛冶谷相模原線
- 49 東京都道・埼玉県道49号足立越谷線
- 50 東京都道・千葉県道50号東京市川線
- 51 東京都道・神奈川県道51号町田厚木線
- 52 神奈川県道・東京都道52号相模原町田線
- 53 東京都道・埼玉県道53号青梅秩父線
- 54 千葉県道・東京都道・埼玉県道54号松戸草加線
- 55 埼玉県道・東京都道55号所沢武蔵村山立川線
- 56 神奈川県道・東京都道56号目黒町町田線
- 57 神奈川県道・東京都道57号相模原大蔵町線
- 58 東京都道・埼玉県道58号台東川口線（2012年1月1日に台東鳩ヶ谷線から改称[5]）
- 59 東京都道59号八王子武蔵村山線
- 60 千葉県道・東京都道60号市川四ツ木線
- 61 東京都道61号山田宮の前線
- 62（欠番）（1966年4月1日の整理番号再編[6]以降未使用）
- 63 東京都道・埼玉県道63号青梅入間線
- 64（欠番）（1966年4月1日の整理番号再編[6]以降未使用）
- 65（欠番）（1966年4月1日の整理番号再編[6]以降未使用）
- 66（欠番）（1966年4月1日の整理番号再編[6]以降未使用）
- 67 東京都道・埼玉県道67号葛飾吉川松伏線
- 68 東京都道・埼玉県道68号練馬川口線

## 一般都道 (101 - 200)
- 101（欠番）（東京都道101号東京吉川春日部線：1973年12月4日整理番号35葛飾吉川松伏線に変更[7]）
- 102 埼玉県道・東京都道102号平方東京線
- 103 埼玉県道・東京都道103号吉場安行東京線
- 104 埼玉県道・東京都道104号川口草加線
- 105（欠番）（東京都道105号台東鳩ヶ谷線：整理番号58に変更）
- 106 東京都道・埼玉県道106号東京鳩ヶ谷線
- 107 東京都道・埼玉県道107号東京川口線
- 108 東京都道・埼玉県道108号東京朝霞線
- 109（欠番）（東京都道109号保谷足立線：1973年12月4日整理番号36保谷志木線に変更[7]）
- 110 東京都道110号府中三鷹線
- 111 東京都道・神奈川県道111号大田神奈川線
- 112 東京都道112号ひばりケ丘停車場線
- 113 東京都道113号杉並武蔵野線
- 114 東京都道114号武蔵野狛江線
- 115 東京都道115号吉祥寺停車場線
- 116 東京都道116号関町吉祥寺線
- 117 東京都道117号世田谷三鷹線
- 118 東京都道118号調布経堂停車場線
- 119 東京都道119号北浦上石原線
- 120 東京都道120号下石原小島線
- 121 東京都道121号武蔵野調布線
- 122（欠番）（東京都道122号三鷹停車場線：1999年3月31日廃止[8]）
- 123 東京都道123号境調布線
- 124 東京都道・神奈川県道124号稲城読売ランド前停車場線（東京都道124号東村山足立線：1976年7月8日整理番号40浦和東村山線に変更[9]）
- 125 東京都道125号東久留米停車場線
- 126（欠番）（東京都道126号清瀬停車場線：廃止）
- 127 東京都道127号秋津停車場線
- 128 東京都道128号東村山東大和線
- 129 東京都道129号東村山東久留米線
- 130（欠番）（東京都道130号東村山停車場線：廃止）
- 131 東京都道131号小川停車場線
- 132 東京都道132号小川山田無線
- 133 東京都道133号小川山府中線
- 134 東京都道134号恋ヶ窪新田三鷹線
- 135 （欠番）（東京都道135号武蔵小金井停車場線：2025年3月31日廃止[10]）
- 136 東京都道136号武蔵小金井停車場貫井線
- 137 神奈川県道・東京都道137号上麻生連光寺線（注:旧東京都道137号稲城日野線は1976年7月8日整理番号41に変更[9]）
- 138（欠番）（東京都道138号上麻生連光寺線：整理番号137に変更）
- 139 東京都道・神奈川県道139号真光寺長津田線
- 140 神奈川県道・東京都道140号川崎町田線
- 141 東京都道141号辻原町田線
- 142（欠番）（東京都道142号町田停車場線：廃止）
- 143（欠番）（東京都道137本町田相模原線：1976年7月8日整理番号42相模原町田線に変更[9]）
- 144 東京都道144号中島十番線
- 145 東京都道145号立川国分寺線
- 146 東京都道146号国立停車場谷保線
- 147 神奈川県道・東京都道147号高速横浜羽田空港線（東京都道147号芋窪立川線：1976年7月8日整理番号41立川芋窪線に変更[9]）
- 148（欠番）（東京都道148号所沢砂川線：1973年12月4日整理番号37所沢武蔵村山立川線に変更[7]）
- 149 東京都道149号立川日野線
- 150（欠番）（東京都道150号昭島砂川線：廃止、新規認定の八王子武蔵村山線・立川昭島線へ）
- 151 東京都道151号東中神停車場線
- 152 東京都道152号中神停車場線
- 153 東京都道153号立川昭島線（東京都道153号八王子立川線：廃止、新規認定の八王子武蔵村山線・立川昭島線へ）
- 154（欠番）（東京都道154号相模原立川線：整理番号503に変更）
- 155 東京都道155号町田平山八王子線
- 156 東京都道156号町田日野線
- 157 東京都道157号乞田東寺方線
- 158 東京都道158号小山乞田線
- 159 東京都道159号豊田高幡線
- 160 東京都道160号下柚木八王子線
- 161（欠番）（東京都道161号八王子停車場線：廃止）
- 162 東京都道162号三ツ木八王子線
- 163 東京都道163号羽村瑞穂線
- 164 （欠番）（東京都道164号拝島停車場線：2016年4月1日廃止[11]）
- 165 東京都道165号伊奈福生線
- 166 東京都道166号瑞穂あきる野八王子線
- 167 東京都道167号羽村停車場線
- 168 東京都道168号東秋留停車場線
- 169 東京都道169号淵上日野線
- 170（欠番）（東京都道170号八王子城山線：整理番号506に変更）
- 171（欠番）（東京都道171号相原停車場線：2021年8月1日廃止[12]。）
- 172（欠番）（東京都道172号相原浅川線：1983年3月31日廃止[2]。東京都道47号八王子町田線に編入[13]）
- 173 東京都道173号上館日野線
- 174 東京都道174号長沼北野線
- 175（欠番）（東京都道175号鍛冶谷相模原線：1982年4月1日整理番号48に変更[1]）
- 176 東京都道176号楢原あきる野線
- 177（欠番）（東京都道177号牛沼青梅線：1976年7月7日廃止[14]、東京都道30号八王子青梅線に編入[15]）
- 178（欠番）（東京都道178号青梅武蔵線：1973年12月4日整理番号38青梅入間線に変更[7]）
- 179 埼玉県道・東京都道179号所沢青梅線
- 180（欠番）（東京都道180号草花小作停車場線：廃止）
- 181 東京都道181号藤橋小作線
- 182（欠番）（東京都道182号残堀横田線：廃止）
- 183（欠番）（東京都道183号武蔵増戸停車場線：1990年5月31日廃止[16]）
- 184 東京都道184号奥多摩あきる野線
- 185 東京都道185号山田平井線（東京都道185号平井上川線：1994年4月1日廃止、新規認定の山田宮の前線・山田平井線へ）
- 186 東京都道186号高月楢原線
- 187 東京都道187号多摩御陵線
- 188（欠番）（東京都道188号浅川相模湖線：整理番号516に変更）
- 189 東京都道189号高尾山線
- 190（欠番）（東京都道190号上野原八王子線：整理番号521に変更）
- 191（欠番）（東京都道191号上川口宮の前線：廃止、新規認定の山田宮の前線へ）
- 192（欠番）（東京都道192号岩蔵瑞穂線：1976年7月8日整理番号44瑞穂富岡線に変更[9]）
- 193 埼玉県道・東京都道193号下畑軍畑線
- 194 東京都道194号成木河辺線
- 195 東京都道・埼玉県道195号富岡入間線
- 196 東京都道196号青梅停車場線
- 197（欠番）（東京都道175号小丹波青梅線：1982年4月1日整理番号45奥多摩青梅線に変更[1]）
- 198（欠番）（東京都道198号下名栗青梅線：1990年5月31日廃止[16]、青梅秩父線に編入[17]）
- 199 東京都道199号梅郷日向和田線
- 200 東京都道200号柚木二俣尾線

## 一般都道 (201 - 294)
- 201 東京都道201号十里木御嶽停車場線
- 202 東京都道202号上成木川井線
- 203（欠番）（東京都道203号奥多摩停車場線：廃止）
- 204 東京都道204号日原鍾乳洞線
- 205 東京都道205号水根本宿線
- 206 東京都道206号川野上川乗線
- 207 東京都道207号大島公園線
- 208 東京都道208号大島循環線
- 209 東京都道209号川の道岡田港線
- 210 東京都道210号下地波浮港線
- 211 東京都道211号若郷新島港線
- 212 東京都道212号三宅循環線
- 213 東京都道213号中郷坪田港線
- 214 東京都道214号伊豆大久保港線
- 215 東京都道215号八丈循環線
- 216 東京都道216号神湊八重根港線
- 217 東京都道217号汐間洞輪沢港線
- 218 東京都道・埼玉県道218号二本木飯能線
- 219 埼玉県道・東京都道219号狭山下宮寺線
- 220 東京都道220号昭島停車場熊川線
- 221 埼玉県道・東京都道221号原市場下成木線
- 222 東京都道222号国立停車場恋ヶ窪線
- 223 東京都道223号御蔵島環状線
- 224 東京都道224号神戸山多幸線（2017年4月1日、長浜多幸線を廃止して神戸山多幸線を認定）
- 225（欠番）（東京都道225号東京野川横浜線：1993年4月23日廃止[18]、国道466号に指定）
- 226 東京都道226号東村山清瀬線
- 227 東京都道227号小平停車場野中新田線
- 228 東京都道228号利島環状線
- 229 東京都道229号府中調布線
- 230 東京都道230号小平停車場小川新田線
- 231（欠番）（東京都道231号稲城読売ランド前停車場線：整理番号124に変更）
- 232（欠番）（東京都道232号高速横浜羽田空港線：整理番号147に変更）
- 233 東京都道233号東大泉田無線
- 234 東京都道・埼玉県道234号前沢保谷線
- 235 東京都道235号豊田停車場線
- 236 東京都道236号青ヶ島循環線
- 237 東京都道237号式根島循環線
- 238 東京都道238号大久野青梅線
- 239 東京都道・埼玉県道239号足立川口線
- 240 東京都道240号父島循環線

- 241 東京都道241号沖港北港線

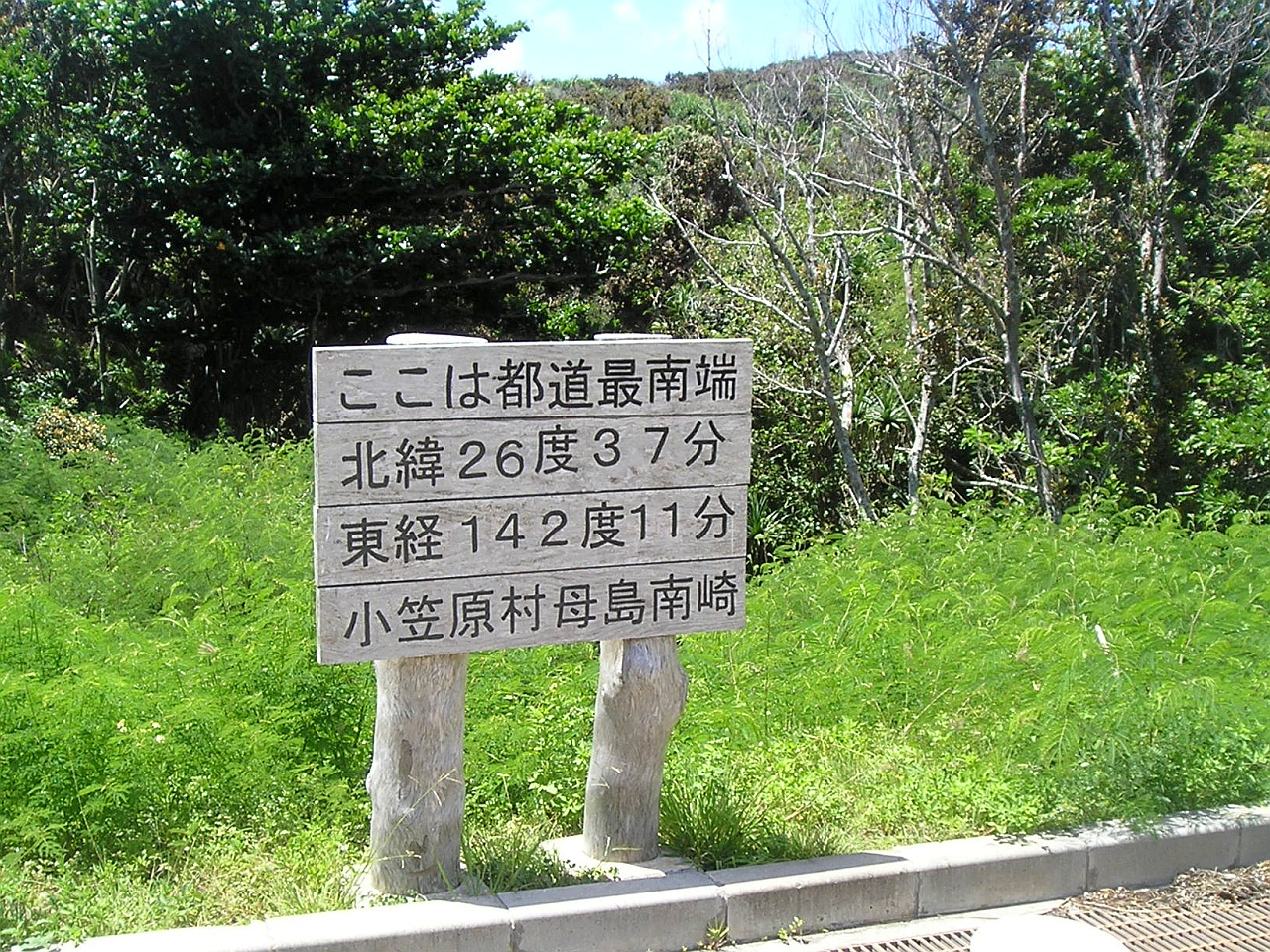
都道241号沖港北港線の終点にある、都道最南端を示す看板（母島）

- 242 東京都道・埼玉県道242号高速葛飾川口線
- 243 東京都道・埼玉県道243号高速足立三郷線
- 244（欠番）（東京都道244号足立越谷線：1982年4月1日整理番号49に変更[1]）
- 245 東京都道245号杉並田無線
- 246（欠番）（東京都道246号三鷹国立線：廃止、新規認定の新宿国立線・府中三鷹線へ）
- 247 東京都道247号府中小金井線
- 248 東京都道248号府中小平線
- 249 東京都道249号福生青梅線
- 250 東京都道250号あきる野羽村線
- 251 東京都道251号青梅日の出線
- 252（欠番）（東京都道252号高速湾岸線：整理番号294に変更）
- 253 東京都道253号保谷狭山自然公園自転車道線
- 254 東京都道・埼玉県道254号高速板橋戸田線
- 255 東京都道・埼玉県道255号足立さいたま自転車道線
- 256 東京都道256号八王子国立線
- 257 - 293（欠番）
- 294 神奈川県道・東京都道・千葉県道294号高速湾岸線

## 特例主要地方道（301-319）
以下は、特例主要地方道である。
- 301 東京都道301号白山祝田田町線
- 302 東京都道302号新宿両国線
- 303（欠番）（東京都道303号日本橋芝浦大井線：1979年8月10日廃止[19]、東京都道316号日本橋芝浦大森線に編入[20]）
- 304 東京都道304号日比谷豊洲埠頭東雲町線
- 305 東京都道305号芝新宿王子線
- 306 東京都道306号王子千住夢の島線（2016年4月1日、「王子千住南砂町線」を廃止[21]のうえ新たに路線認定[22]）
- 307（欠番）（ 東京都道307号王子金町江戸川線：2022年5月10日廃止[23]、東京都道・千葉県道501号王子金町市川線として認定[24]）
- 308 東京都道308号千住小松川葛西沖線
- 309（欠番）（東京都道309号品川落合板橋線：1979年8月10日廃止[19]、東京都道317号環状六号線に編入[20]）
- 310（欠番）（東京都道309号大森高円寺長島線：1979年8月10日廃止[19]、東京都道318号環状七号線に編入[20]）
- 311 東京都道311号環状八号線
- 312 東京都道312号白金台町等々力線
- 313 東京都道313号上野尾竹橋線
- 314 東京都道314号言問大谷田線
- 315 東京都道315号御徒町小岩線
- 316 東京都道316号日本橋芝浦大森線
- 317 東京都道317号環状六号線
- 318 東京都道318号環状七号線
- 319 東京都道319号環状三号線

## 特例都道 (401 - 484)
以下は、特例都道である。
- 401 東京都道401号麹町竹平線
- 402 東京都道402号錦町有楽町線
- 403 東京都道403号大手町湯島線
- 404 東京都道404号皇居前東京停車場線
- 405 東京都道405号外濠環状線
- 406 東京都道406号皇居前鍛冶橋線
- 407 東京都道407号丸の内室町線
- 408 東京都道408号八重洲宝町線
- 409 東京都道409号日比谷芝浦線
- 410（欠番）（東京都道410号飯倉江戸川橋線：1979年8月10日廃止[19]、東京都道319号環状三号線に編入[20]）
- 411（欠番）（東京都道411号赤羽橋六本木線：1979年8月10日廃止[19]、東京都道319号環状三号線に編入[20]）
- 412 東京都道412号霞ヶ関渋谷線
- 413 東京都道413号赤坂杉並線
- 414 東京都道414号四谷角筈線
- 415 東京都道415号高輪麻布線
- 416 東京都道416号古川橋二子玉川線
- 417（欠番）（東京都道417号青山渋谷橋線：1983年3月31日廃止[25]）
- 418 東京都道418号北品川四谷線
- 419（欠番）（東京都道419号代々木淀橋線：1989年3月31日廃止[26]、一部区間は東京都道新宿副都心十三号線認定[27]）
- 420 東京都道420号鮫洲大山線
- 421 東京都道421号東品川下丸子線
- 422（欠番）（東京都道422号上目黒野沢線：1983年3月31日廃止[25]）
- 423 東京都道423号渋谷経堂線
- 424（欠番）（東京都道424号大師橋瓦斯橋線：廃止）
- 425（欠番）（東京都道425号雪ヶ谷奥沢線：1983年3月31日廃止[25]）
- 426 東京都道426号上馬奥沢線
- 427 東京都道427号瀬田貫井線
- 428 東京都道428号高円寺砧浄水場線
- 429（欠番）（東京都道429号給田喜多見線：1983年3月31日廃止[25]）
- 430 東京都道430号新宿停車場前線
- 431 東京都道431号角筈和泉町線
- 432 東京都道432号淀橋渋谷本町線
- 433 東京都道433号神楽坂高円寺線
- 434 東京都道434号牛込小石川線
- 435 東京都道435号音羽池袋線
- 436 東京都道436号小石川西巣鴨線
- 437 東京都道437号秋葉原雑司ヶ谷線
- 438 東京都道438号向井町新町線
- 439 東京都道439号椎名町上石神井線
- 440 東京都道440号落合井草線
- 441 東京都道441号池袋谷原線
- 442 東京都道442号北町豊玉線
- 443 東京都道443号南田中町旭町線
- 444 東京都道444号下石神井大泉線
- 445 東京都道445号常盤台赤羽線
- 446 東京都道446号長後赤塚線
- 447 東京都道447号赤羽西台線
- 448（欠番）（東京都道448号荒川堤防線：廃止）
- 449 東京都道449号新荒川堤防線
- 450 東京都道450号新荒川葛西堤防線
- 451 東京都道451号江戸川堤防線
- 452 東京都道452号神田白山線
- 453 東京都道453号本郷亀戸線
- 454（欠番）（東京都道454号本郷豊洲線：1979年8月10日廃止[19]、東京都道319号環状三号線に編入[20]）
- 455 東京都道455号本郷赤羽線
- 456（欠番）（東京都道456号日暮里西新井線：1983年3月31日廃止[25]、東京都道105号台東鳩ヶ谷線認定[28]）
- 457 東京都道457号駒込宮地線
- 458 東京都道458号白山小台線
- 459（欠番）（東京都道459号尾久町屋線：廃止）
- 460 東京都道460号中十条赤羽線
- 461 東京都道461号吾妻橋伊興町線
- 462 東京都道462号蔵前三ノ輪線
- 463 東京都道463号上野月島線
- 464 東京都道464号言問橋南千住線
- 465 東京都道465号深川吾嬬町線
- 466 東京都道466号内匠橋花畑線
- 467 東京都道467号千住新宿町線
- 468（欠番）（東京都道468号堀切橋金町浄水場線：廃止）
- 469（欠番）（東京都道469号本田大谷田線：1987年3月31日廃止[29]）
- 470（欠番）（東京都道470号上平井橋江戸川大橋線：1992年4月1日廃止[30]）
- 471 東京都道471号金町線
- 472（欠番）（東京都道472号汐留西瑞江線：1983年3月31日廃止[25]、東京都道50号東京市川線認定[28]）
- 473 東京都道473号新富晴海線
- 474 東京都道474号浜町北砂町線
- 475 東京都道475号永代葛西橋線
- 476 東京都道476号南砂町吾嬬町線
- 477 東京都道477号亀戸葛西橋線
- 478（欠番）（東京都道478号新富築地線：1984年3月31日廃止[31]。首都高速道路の予定路線の一部として路線認定を受け、一部は建設されたが、未供用のまま路線廃止。1994年12月19日に東京都道首都高速晴海線の一部として改めて認定[32]。）
- 479（欠番）（東京都道479号環状三号線：1976年7月8日に整理番号319に変更[33]）
- 480 東京都道480号品川埠頭線
- 481 東京都道481号新橋日の出ふ頭線
- 482 東京都道482号台場青海線
- 483（欠番）（東京都道483号有明線：廃止、都道484号に編入）
- 484 東京都道484号豊洲有明線

## 一般都道 (501 - 521)
- 501 東京都道・千葉県道501号王子金町市川線（2022年5月10日、東京都道307号王子金町江戸川線を廃止[34]のうえ新たに路線認定[35][36]）
- 503 神奈川県道・東京都道503号相模原立川線（東京都道154号相模原立川線から変更）
- 504 - 505（未使用）
- 506 東京都道・神奈川県道506号八王子城山線（東京都道170号八王子城山線から変更）
- 507 - 515（未使用）
- 516 東京都道・神奈川県道516号浅川相模湖線（東京都道188号浅川相模湖線から変更）
- 517 - 520（未使用）
- 521 神奈川県道・山梨県道521号佐野川上野原線・東京都道521号上野原八王子線（東京都道190号上野原八王子線から変更）

## 特例都道（整理番号なし）

### 副都心
東京都では、1960年（昭和35年）1月の淀橋浄水場移転に伴う跡地の総合的市街地再開発計画として、同年6月に副都心を建設しようとする都市計画が決定。都市計画街路として整備されたもので、1968年（昭和43年）に主要部が完成した。新宿駅西口付近の青梅街道と国道20号に挟まれた扇状の敷地に、四号線（副都心4号街路）と十二号線（副都心12号街路）を幅員40 mの幹線として、その他の路線が碁盤目状に走っており、十号線（副都心10号街路）と十一号線（副都心11号街路）は地下広場の関係上、高架街路として街路どうしが立体交差するように造られている。また、これら副都心街路はすべて旧建設省と「道の日」実行委員会により制定された「日本の道100選」に選ばれている。
- 3501（欠番）（副都心1号街路 - 東京都道414号四谷角筈線：西新宿一交差点〈国道20号交点〉- 名称なし交差点〈MY新宿第二ビル前〉）[38]
- 3502 東京都道新宿副都心二号線
- 3503 東京都道新宿副都心三号線
- 3504 東京都道新宿副都心四号線
- 3505 東京都道新宿副都心五号線
- 3506（欠番）（副都心6号街路 - 東京都道414号四谷角筈線：新宿西口ロータリー入口交差点 - 新都心歩道橋下交差点〈東京都道・埼玉県道4号東京所沢線交点〉）[38]
- 3507（欠番）（副都心7号街路 - 東京都道414号四谷角筈線：名称なし交差点〈小田急ハルク - 小田急百貨店間〉- 新宿大ガード西交差点〈東京都道・埼玉県道4号東京所沢線交点〉）[38]
- 3508 東京都道新宿副都心八号線
- 3509 東京都道新宿副都心九号線
- 3510 東京都道新宿副都心十号線
- 3511 東京都道新宿副都心十一号線
- 3512 東京都道新宿副都心十二号線
- 3513 東京都道新宿副都心十三号線
- 3514（欠番）（副都心14号街路 - 新宿区道：名称なし交差点〈東京都道新宿副都心二号線交点、角筈橋西〉- 名称なし交差点〈東京都道新宿副都心三号線交点、公園大橋たもと〉）[38]
- 3515（欠番）（副都心15号街路 - 東京都道・埼玉県道4号東京所沢線：新都心歩道橋下交差点 - 成子坂下交差点）[38]

（番号は路線コード）

### 中央官衙
- 3601 東京都道一七六号線

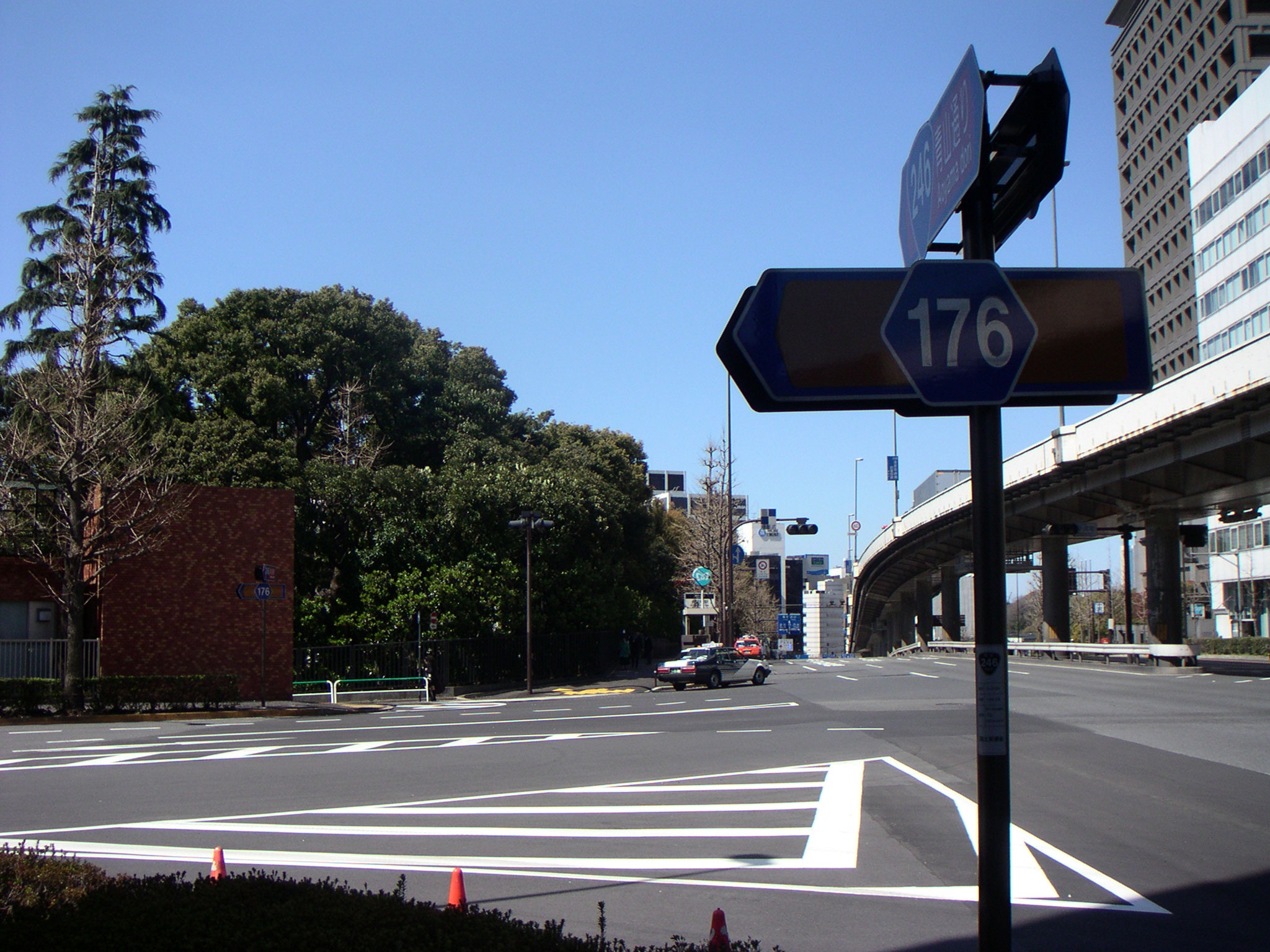
特例都道一七六号線と国道246号との交点

- ????（東京都道一七七号線：1983年3月31日廃止[25]）
- 3603 東京都道二四七号線
- 3604 東京都道二五五号線
- ????（東京都道二五六号線：1983年3月31日廃止[25]）
- 3606 東京都道二五七号線：一般国道246号と全線重用[39]）

（番号は路線コード）
特例都道のなかには、第2次世界大戦後に開通した区間もあるが、かつて東京市道であった区間も存在する。1943年の東京都制実施に伴い旧東京市道は旧東京府道とともに東京都の管理下に置かれたが、1952年の現行道路法により特例都道の制度が設けられ、旧東京市道は特例都道の路線認定を受けたものとみなされた（道路法施行法第3条）。その後数度の都道路線の整理（1953年など）により、旧東京市道のうち地先道路等は各特別区の区道に移管され、主要道路は特例都道として再編された。

## 自動車専用道路
越境路線については隣県の番号に合わせた整理番号を導入しているが、東京都完結路線については大阪府道・兵庫県道の阪神高速道路同様に都府県道の整理番号を割り当てていない。なお、3都県に跨がる湾岸線の整理番号については千葉県道の番号を採用した。
- 3701 東京都道首都高速1号線
- 3702 東京都道首都高速2号線
- 3703 東京都道首都高速2号分岐線
- 3704 東京都道首都高速3号線
- 3706 東京都道首都高速4号線
- 3708 東京都道首都高速4号分岐線
- 3709 東京都道首都高速5号線
- 3711 東京都道首都高速6号線
- 3713 東京都道首都高速7号線
- 3714 東京都道首都高速8号線
- 3715 東京都道首都高速9号線
- 3716 神奈川県道・東京都道147号高速横浜羽田空港線
- 3717 東京都道・埼玉県道242号高速葛飾川口線
- 3718 東京都道・埼玉県道243号高速足立三郷線
- 3719 神奈川県道・東京都道・千葉県道294号高速湾岸線
- 3721 東京都道首都高速葛飾江戸川線
- 3722 東京都道・埼玉県道254号高速板橋戸田線
- 3723 東京都道首都高速湾岸分岐線
- 3724 東京都道首都高速11号線
- 3725 東京都道首都高速板橋足立線
- 3726 東京都道首都高速目黒板橋線
- 3727 東京都道首都高速晴海線（一部が、首都高速10号晴海線となっている）
- ???? 東京都道首都高速品川目黒線（2005年6月17日路線認定[41]）

（番号は路線コード）